# Conaglenberg
Conaglenberg är ett berg i Antarktis. Det ligger i Östantarktis. Nya Zeeland gör anspråk på området. Toppen på Conaglenberg är 2 022 meter över havet, eller 114 meter över den omgivande terrängen. Bredden vid basen är 1,0 km.
Terrängen runt Conaglenberg är huvudsakligen kuperad. Trakten är obefolkad. Det finns inga samhällen i närheten. 